# Wisemen
Wisemen är en huliganfirma från Göteborg. Gruppen följer klubben IFK Göteborg. 
Wisemen är en av de mest kända fotbollsfirmorna i Sverige, tillsammans med Firman Boys (AIK), Djurgårdens fina grabbar (Djurgårdens IF) och Kompisgänget Bajen (Hammarby IF).

## Historia
I mitten av 1990-talet började Wisemen organisera sig, som motvikt till att de tre Stockholmsklubbarnas supportrar kunde härja fritt i Göteborg vid denna tidpunkt. Dessa dominerade bland huliganfraktionerna i Sverige under 1980- och större delen av 90-talet. IFK Göteborgsupportrar som var trötta på att bli attackerade och få se sin stad sönderslagen gick ihop för att kunna mäta sina krafter med Stockholmsklubbarna.
Åren 1996-1997 var fyllda med drabbningar mellan Stockholm- och Göteborgsligister men främst gjorde Wisemen sig kända i supporterkretsar den 19 april 1998, då man för första gången reste till Stockholm och attackerade Hammarby IF:s supportrar. 
Sin mediala debut gjorde Wisemen den 15 juni 2001 i samband med EU-toppmötet i Göteborg och de så kallade Göteborgskravallerna. En grupp på 10-15 personer angrep då Reclaim the City-anhängare på Vasaplatsen. Anledningen sades vara att man ville "försvara Göteborg" efter att staden låg i spillror sen föregående dags kravaller. Detta bidrog till att starta det tumult som ledde till att demonstranten Hannes Westberg blev skjuten av en polisman.
Den 27 augusti 2001 blev ett antal Hammarby-supportrar på väg mot en match på Ullevi i Göteborg attackerade av ett 40-tal medlemmar ur Wisemen beväpnade med bland annat metallrör, vägkoner och biljardkulor placerade i strumpor. En supporter spräckte skallen och hamnade i koma. Vårdades två veckor på Sahlgrenska Universitetssjukhuset. Elva av angriparna åtalades senare i vad som då kallades "den största genomlysningen av huligankulturen någonsin i Sverige". Dock friades samtliga i Göteborgs tingsrätt.
Den 29 juli 2002 blev Wisemen-medlemmen Tony Deogan det första dödsoffret i Sverige med koppling till idrottsrelaterat våld. Efter ett planerat slagsmål mot Firman Boys i Högalidsparken i Stockholm misshandlades Deogan. Han fördes först till Södersjukhuset och senare till Karolinska Universitetssjukhuset med svåra skallskador. En kort tid därefter föll han i koma och förklarades slutligen hjärndöd den 2 augusti.